# Хортон, Клара
Кла́ра Мэ́ри Хо́ртон (англ. Clara Marie Horton; 29 июля 1904, Бруклин, Нью-Йорк — 4 декабря 1976, Энсино, Калифорния) — американская актриса эпохи немого кино, наиболее известна ролью Бекки Тэтчер в фильме Том Сойер (1917).

## Биография
Родилась в боро Бруклин. После рождения дочери, её мать отказалась от карьеры преподавателя фортепиано. В раннем возрасте начала учиться играть на пианино. В пять лет, Хортон заметил режиссёр Eclair Company и предложил ей снятся в фильме. После подписания контракта со студией она переехала в Тусон, штат Аризона. После банкротство Eclair Company поселилась в Лос-Анджелесе, где ей предложили контракты другие студии. В период с 1912 по 1942 снялась в более 80 фильмах.
После выходы замуж в 17 лет, перестала сниматься в кинематографе. После развода вернулась к работе в киноиндустрии. В 1934 году присоединилась к конгломерату WarnerMedia, где играла второстепенные роли и выполняла роль дублёра.
После выхода на пенсию, переехала в Уиттиер. Похоронена на кладбище Роуз-Хилс.

## Фильмография
- 1917 — Женщина с плугом[англ.] — Мэри (в детстве)
- 1917 — Том Сойер — Бекки Тэтчер
- 1918 — Приключения Тома Сойера и Гекльберри Финна[англ.] — Бекки Тэтчер
- 1918 — Подлый человек[укр.] — Кейт Каммингс
- 1919 — Девушка-победитель[англ.] — Вивьенн Миллиган
- 1919 — Каждая женщина[англ.] — юность
- 1919 — Почти замужем[англ.] — Джейн Шелдон
- 1920 — Пришествие маленького Пастыря[англ.] — Маргарет
- 1920 — Слепой юноша[англ.] — Бобо